# Galerie de vues de la Rome antique
Galerie de vues de la Rome antique (Vedute di Roma antica en italien, également simplement nommé Rome antique) est un tableau peint par Giovanni Paolo Panini entre 1754 et 1757.

## Description
Le tableau est une huile sur toile. Il s'agit d'un ensemble de  vues appartenant au genre caprice  architectural : il dépeint de manière détaillée une grande salle hébergeant une collection de tableaux imaginaires dépeignant différents lieux et édifices de la Rome antique. Sont également représentées des reproductions de sculptures d'artistes romains. La liste exacte des œuvres, ainsi que leur position dans le tableau, dépendent de la version de ce dernier. On retrouve :
- Peintures :
  - Arcs de triomphe :
    - Arc des Argentiers
    - Arc de Constantin
    - Arc de Gallien
    - Arc de Janus
    - Arc de Septime Sévère
    - Arc de Titus

  - Monuments :
    - Colonne d'Antonin le Pieux
    - Colonne de Marc-Aurèle
    - Colonne Trajane
    - Pyramide de Cestius
    - Trophées de Marius

  - Temples :
    - Panthéon : extérieur
    - Panthéon : intérieur (reproduction miniature du Panthéon de Pannini lui-même)
    - Temple d'Antonin et Faustine
    - Temple des Dioscures
    - Temple d'Hercule Victor
    - Temple de Mars vengeur
    - Temple de Minerve Medica
    - Temple de Portunus
    - Temple de Saturne
    - Temple de Vénus et de Rome
    - Temple de Vespasien
    - Temple de Vesta
    - Temple de Vesta, Tivoli

  - Autres édifices :
    - Basilique de Maxence et Constantin
    - Colisée
    - Église Santa Costanza
    - Forum de Nerva
    - Marchés de Trajan
    - Mont Palatin et aqueduc de l'Aqua Claudia
    - Théâtre de Marcellus
    - Thermes de Dioclétien
    - Tombe de Cæcilia Metella
    - Villa Gregoriana, Tivoli

  - Reproductions de sculptures :
    - Ariane endormie
    - Flore Farnèse
    - Statue équestre de Marc Aurèle

  - Reproductions de peintures :
    - Noces Aldobrandines, de Pietro Santi Bartoli

- Sculptures :
  - Antinoüs du Belvédère
  - Apollon du Belvédère
  - Bocca della Verità
  - Gaulois mourant
  - Gladiateur Borghèse
  - Groupe du Laocoon
  - Hercule Farnèse
  - Lion égyptien
  - Sarcophage provenant de l'atrium de la basilique Saint-Pierre
  - Satyre jouant la flûte
  - Silène portant Dionysos enfant
  - Tireur d'épine
  - Vase Borghese
  - Vase Médicis

Les premières versions mettent en scène au centre de l'œuvre le comte Étienne François de Choiseul, qui en est le commanditaire, représenté debout un guide à la main.  Pannini est lui-même présent derrière le comte. Les personnages admirent une copie des Noces aldobrandines de Pietro Santi Bartoli.

## Historique
En 1749, Giovanni Pannini peint la Galerie du Cardinal Silvio Valenti-Gonzaga, un tableau représentant Silvio Valenti-Gonzaga à l'intérieur d'une immense galerie dont les murs sont recouverts de reproductions des tableaux qu'il possède. Cette composition, mettant en scène une architecture imaginaire dédiée à l'exposition d'une collection artistique, est à la base de la Galerie de vues.
Entre 1753 et 1757, le comte Étienne François de Choiseul, ambassadeur de Louis XV à Rome dans les années 1740, commande à Pannini quatre tableaux : les Galeries de vues de la Rome antique et de la Rome moderne, une vue de la Place Saint-Pierre et un Intérieur de la basilique Saint-Pierre. Ces tableaux sont réalisés entre 1754 et 1757. En 1757, le comte de Choiseul lui commande une deuxième exécution de ces quatre tableaux.
En 1758-1759, Pannini réalise une autre version des deux Galeries pour le compte de Claude-François de Montboissier de Canillac de Beaufort, abbé de Canillac et chargé d'affaires à l'ambassade de France à Rome. Ces versions ne sont pas identiques aux précédentes : les tableaux et les sculptures ne sont pas dépeints comme accrochés aux mêmes endroits, certains manquent entre les deux versions et les personnages n'occupent pas les mêmes positions.
En 2012, les versions successives sont exposées dans les musées suivants :
- Première version (170 × 245 cm) : Staatsgalerie, Stuttgart, Allemagne
- Deuxième version (172,1 × 233 cm) : Metropolitan Museum of Art, New York, États-Unis[1]
- Troisième version (231 × 303 cm) : musée du Louvre, Paris, France[6]

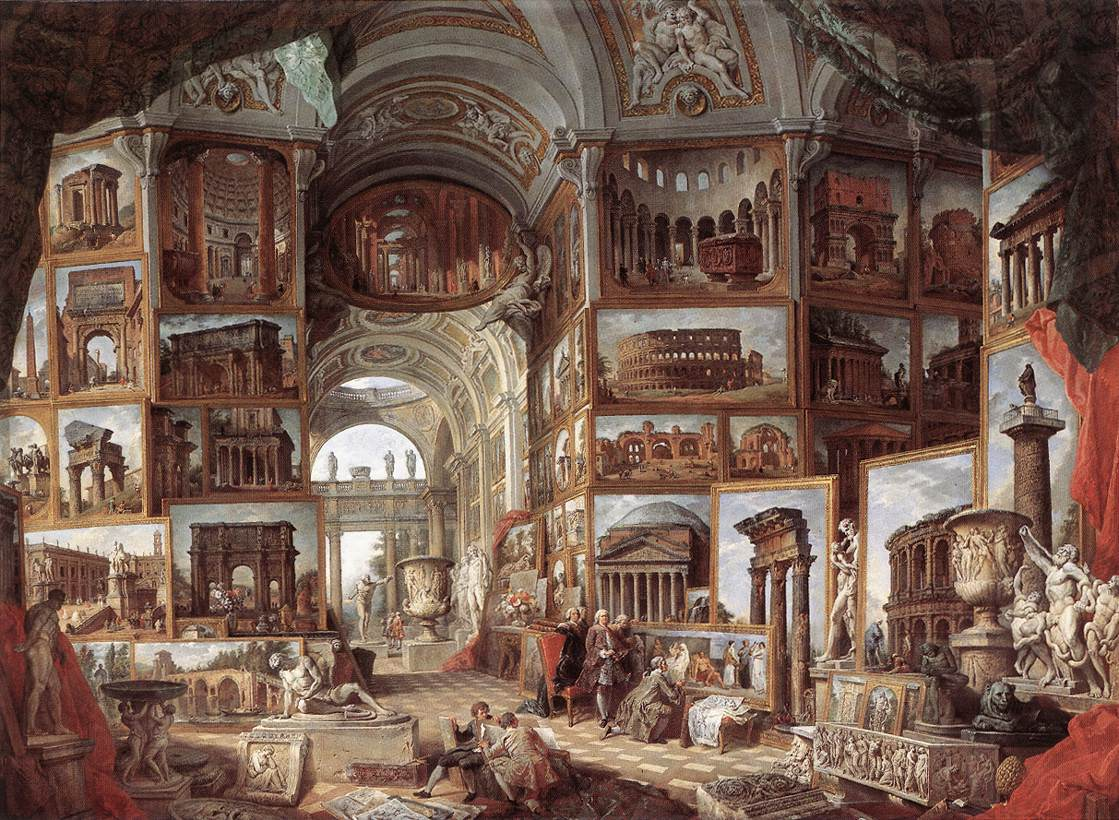
Première version (Staatsgalerie, Stuttgart)
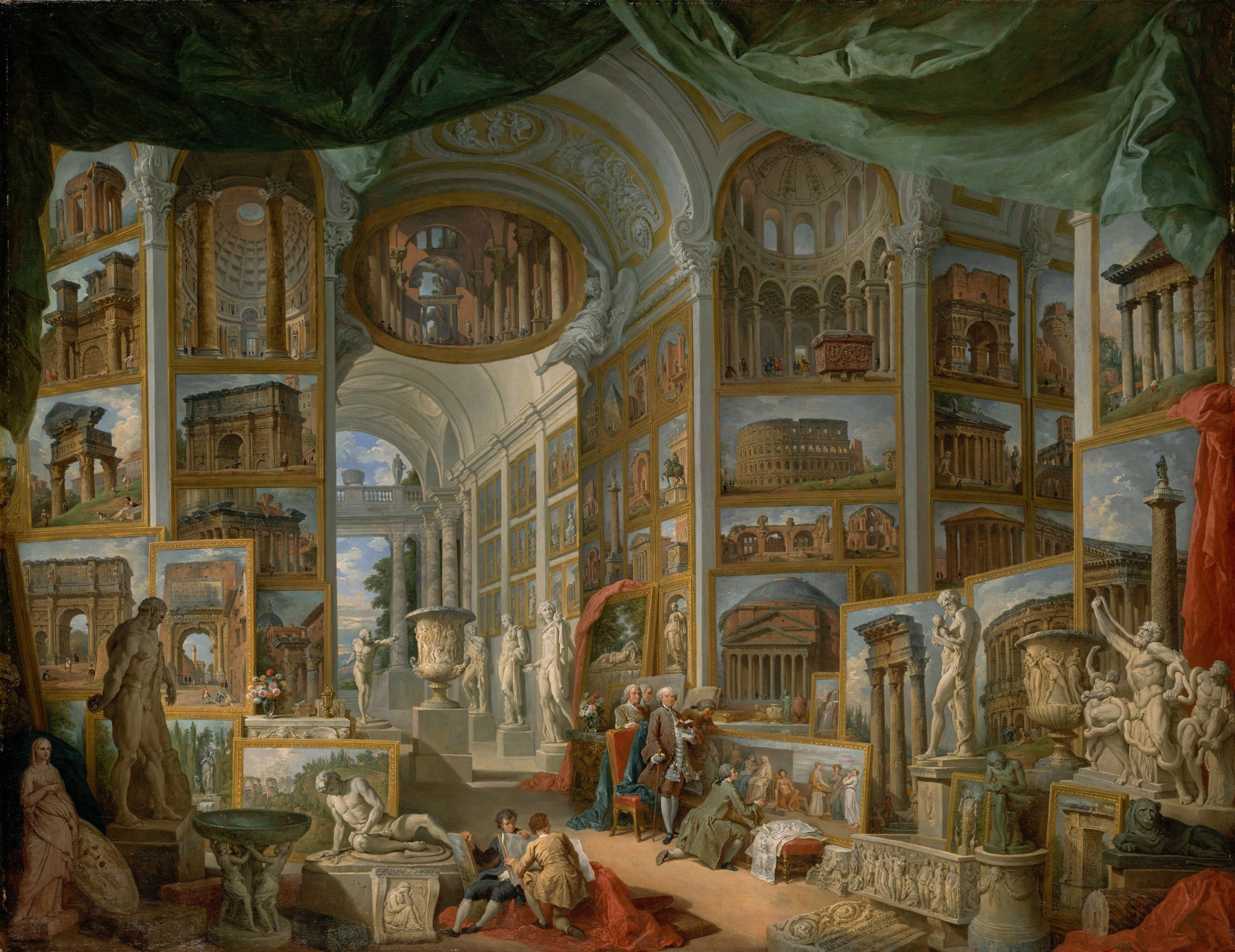
Deuxième version (Metropolitan Museum of Art, New York
Troisième version (musée du Louvre, Paris)
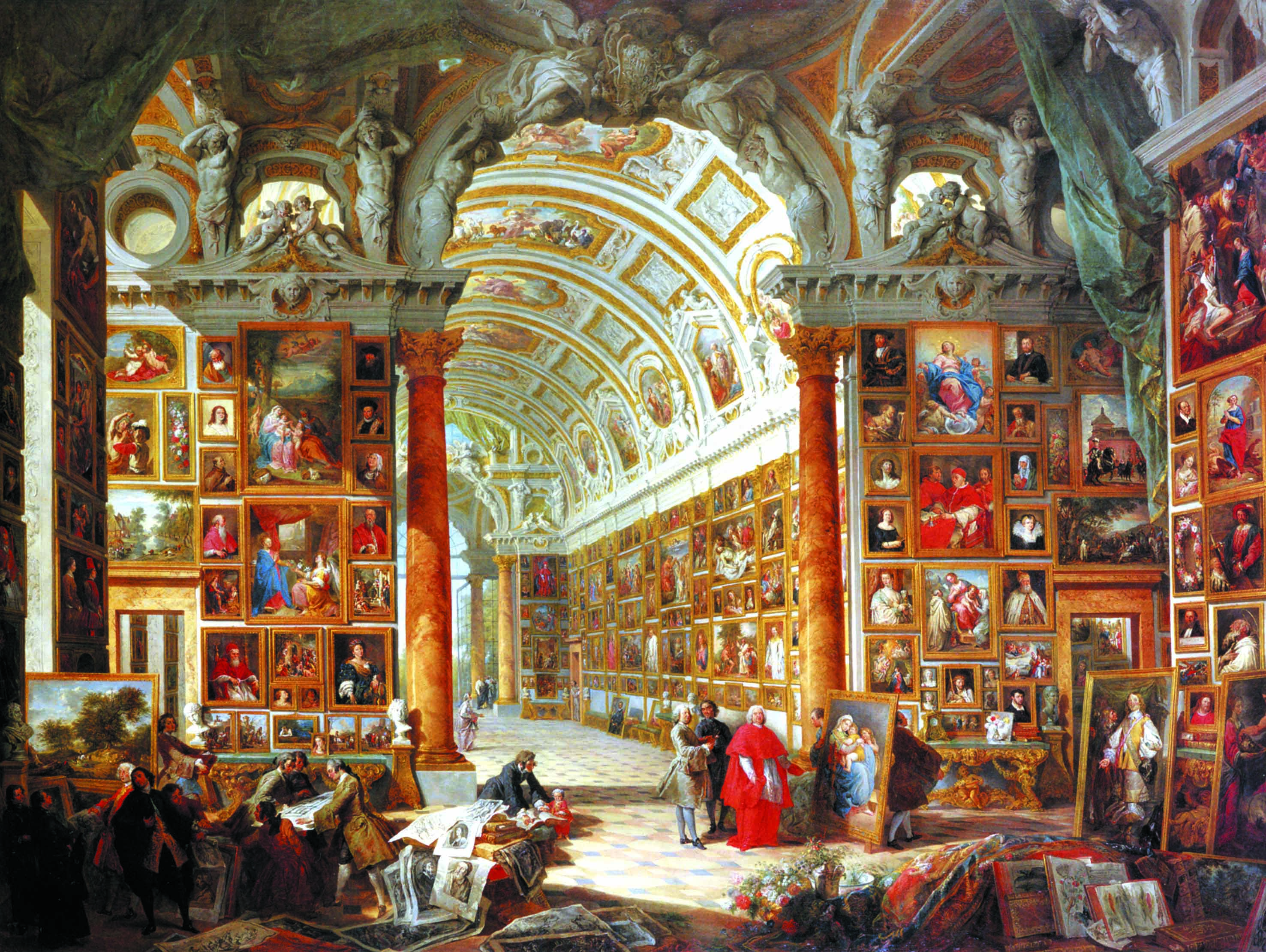
Galerie du Cardinal Silvio Valenti-Gonzaga, 1749
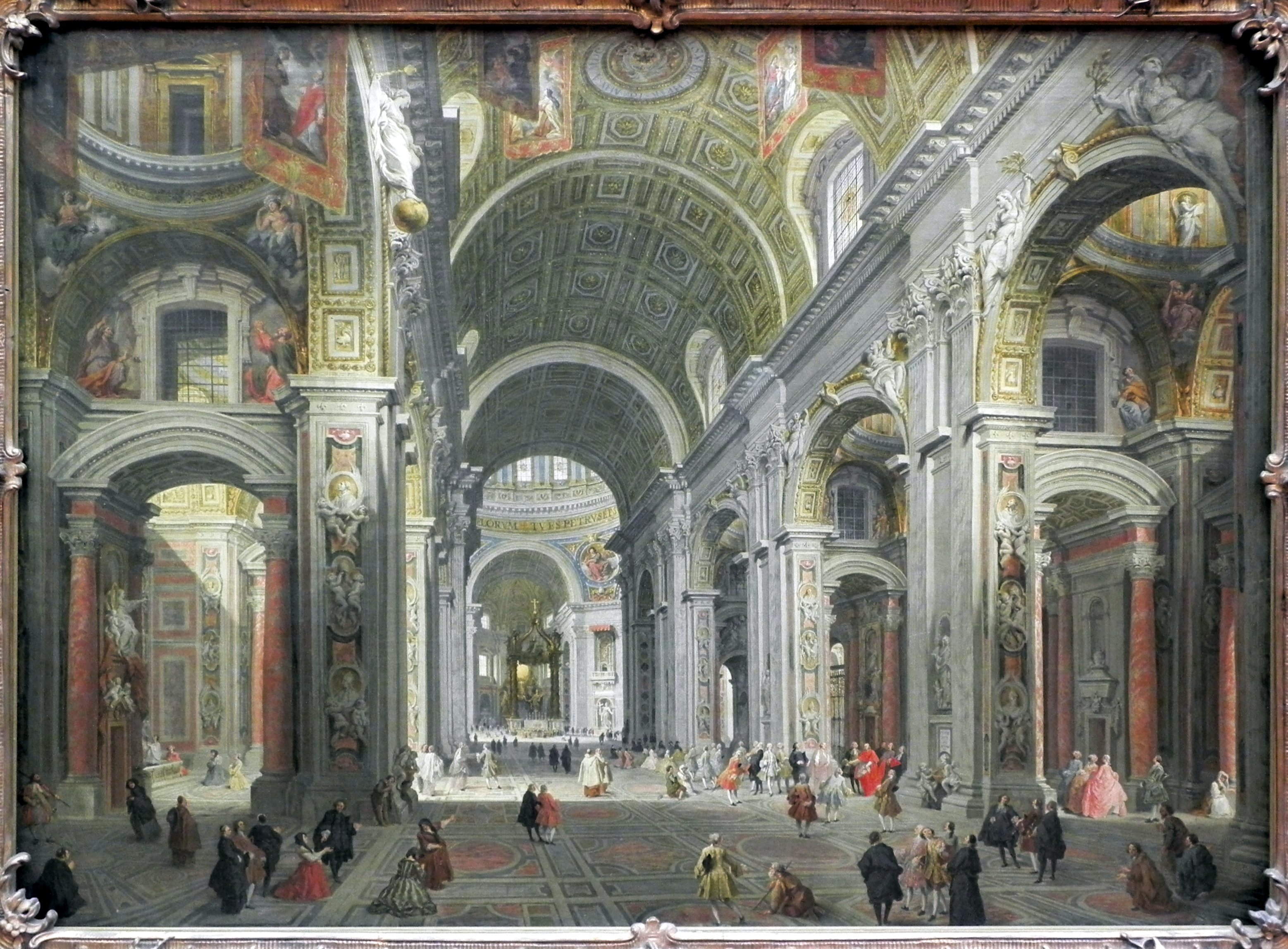
Intérieur de la basilique Saint-Pierre (Niedersächsisches Landesmuseum, Hanovre)
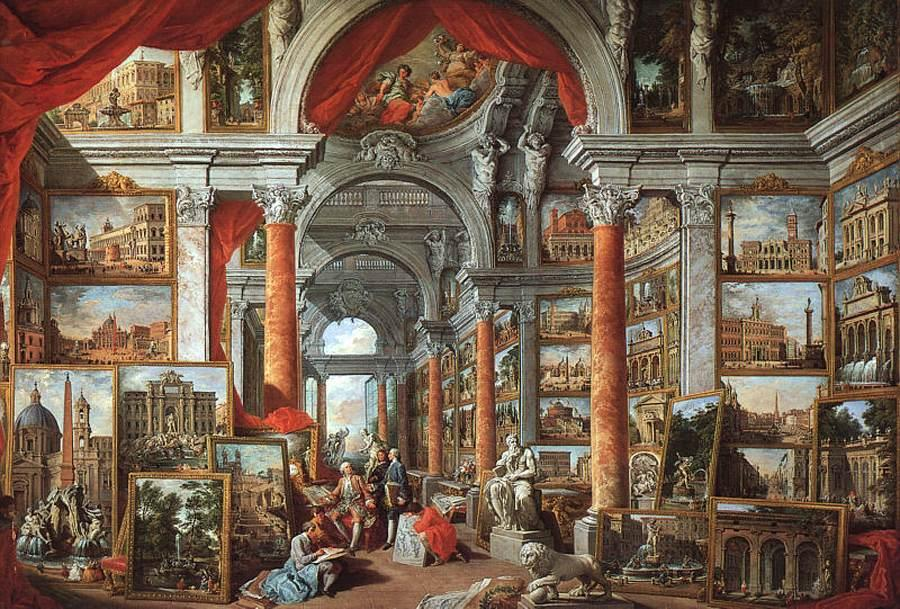
Galerie de vues de la Rome moderne (musée des beaux-arts, Boston)

## Auteur
Giovanni Paolo Panini (1691 - 1765) est un peintre baroque italien.